# Малов, Николай Николаевич
Николай Николаевич Малов (1903—1990) — советский физик, доктор технических наук, профессор.

## Биография
Окончил коммерческое училище, обучался в Екатеринославском институте народного образования, после чего в 1927 окончил физико-математический факультет 1-го Московского университета. До 1938 работал младшим научным сотрудником в Государственном рентгеновском институте, и преподавал там же. С 1933 преподавал в МГПИ в качестве доцента, потом профессора на кафедре общей и экспериментальной физики. Во время Великой Отечественной войны ушёл добровольцем в народное ополчение, участвовал в боевых действиях на Юго-Западном фронте в рядах 5-й Фрунзенской дивизии народного ополчения. После приказа верховного главнокомандующего о демобилизации из РККА профессоров и докторов наук вернулся на факультет. За научную деятельность, связанную с проведением оборонительных работ, получил благодарность от командующего фронтом С. К. Тимошенко. В 1958 являлся одним из создателей и научным руководителем Проблемной радиофизической лаборатории (ПРФЛ) при кафедре общей и экспериментальной физики. Был деканом физико-математического факультета Московского педагогического государственного института с 1941 до 1948), заведующий кафедрой общей и экспериментальной физики МГПИ с 1942 до 1954 и с 1958 до 1969. Под его руководством защищено более 20 кандидатских и докторских диссертаций.

## Публикации
- Малов Н. Н. Радио на службе у человека. Гостехиздат, 1947.
- Гершензон Е. М., Малов Н. Н. Курс общей физики — Механика. Просвещение, 1987.
- Гершензон Е. М., Малов Н. Н. Курс общей физики — Электродинамика. Просвещение, 1990.
- Гершензон Е. М., Малов Н. Н., Мансуров А. Н. Курс общей физики — Оптика и атомная физика. Просвещение, 1992.